# Ophelion (képzőművész)
Ophelion, az ókori Görögországban e néven két képzőművész működött:
1. Ophelion, Kr. e. 160 körül működött szobrászként. A párizsi Louvre egy rómait ábrázoló márványszobrát őrzi.
2. Ophelion festőművész, közelebbről meg nem határozható korban élt. Pauszaniasz Periégétész közlése szerint egy Pán és egy Aeropé-képet festett.